# Partido Africano para la Independencia de Guinea y Cabo Verde
El Partido Africano para la Independencia de Guinea y Cabo Verde (PAIGCV) (en portugués: Partido Africano para a Independência da Guiné e Cabo Verde) es un partido político de Guinea-Bisáu, fundado por el marxista Amílcar Cabral, en 1956, con el objetivo de conseguir la independencia de Guinea-Bisáu y Cabo Verde, en ese entonces bajo dominación colonial portuguesa. Actualmente el partido se encuentra en la oposición al gobierno de Guinea-Bisáu.

## Historia electoral

### Elecciones presidenciales
|  | 46.20 % |

|  | 52.02 % |

|  | 23.37 % |

|  | 28.0 % |

|  | 35.45 % |

|  | 47.65 % |

|  | 37.54 % |

|  | 63.31 % |

|  | 48.97 % |

|  | 40.89 % |

|  | 61.92 % |

|  | 40.13 % |

|  | 46.45 % |

### Elecciones legislativas
|  | 97.13 % |

|  | 80.04 % |

|  | 95.80 % |

|  | 46.40 % |

|  | 33.88 % |

|  | 49.52 % |

|  | 47.98 % |

|  | 35.22 % |